# Theridion humboldti
Theridion humboldti là một loài nhện trong họ Theridiidae.
Loài này thuộc chi Theridion. Theridion humboldti được Herbert Walter Levi miêu tả năm 1967.